# 1752
- Wikisource

| Calendário gregoriano                                                        | 1752 MDCCLII                         |
| Ab urbe condita                                                              | 2505                                 |
| Calendário arménio                                                           | 1201 – 1202                          |
| Calendário bahá'í                                                            | -92 – -91                            |
| Calendário budista                                                           | 2296                                 |
| Calendário chinês                                                            | 4448 – 4449 Início a 15 de fevereiro |
| Calendário copta                                                             | 1468 – 1469                          |
| Calendário etíope                                                            | 1744 – 1745                          |
| Calendários hindus - Vikram Samvat - Calendário nacional indiano - Cáli Iuga | 1807 – 1808 1673 – 1674 4852 – 4853  |
| Calendário Holoceno                                                          | 11752                                |
| Calendário islâmico                                                          | 1165 – 1166                          |
| Calendário judaico                                                           | 5512 – 5513                          |
| Calendário persa                                                             | 1130 – 1131                          |
| Calendário rúnico                                                            | 2002                                 |
| Calendário solar tailandês                                                   | 2295                                 |

1752 (MDCCLII, na numeração romana) foi um ano bissexto do século XVIII do actual Calendário Gregoriano, da Era de Cristo, e as suas letras dominicais foram B e A (52 semanas), teve início a um sábado e terminou a um domingo.
| Ano completo                      |
| --------------------------------- |
| Ano bissexto com início ao sábado |

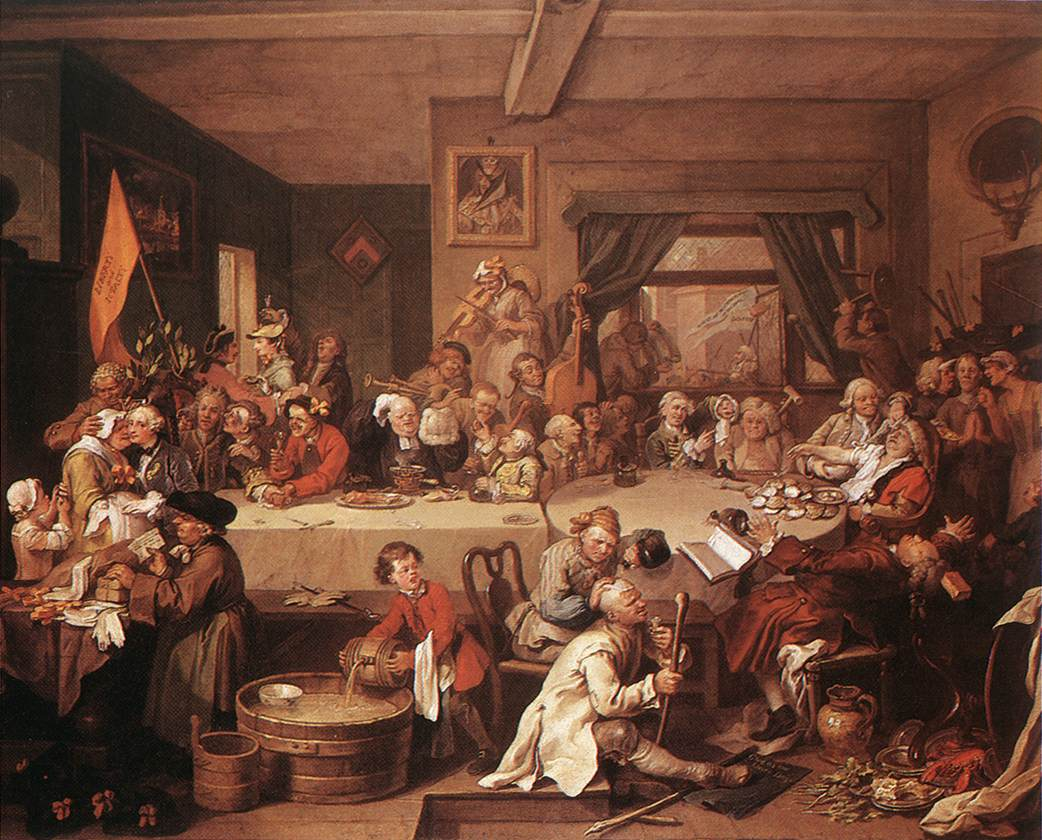
"Devolvam-nos os nossos 11 dias" - "Give us our eleven days" - foi um slogan popular inglês contra o calendário gregoriano, lê-se no cartaz de fundo preto, em baixo, à direita, debaixo de um pé - pintura de William Hogarth (1754)

1752 foi o ano em que a Grã Bretanha e as suas colônias adotaram o calendário gregoriano, abandonando o calendário juliano que ainda usavam - a diferença ia já em 11 dias. A alteração foi realizada no mês de setembro, que teve apenas 19 dias, passando da quarta-feira 2, do calendário juliano, pulou-se para a quinta-feira 14, do calendário gregoriano. O ano de 1752 foi, no império britânico, um ano bissexto (com as letras dominicais E e D), que se iniciou a uma quarta-feira, mas com a mudança terminou a um domingo, como no calendário gregoriano.

## Eventos
- Ano de criação do para-raios.
- Ocorrência do primeiro julgamento legal a utilizar evidências químicas como provas - o caso Blandy.

## Nascimentos
- 18 de Setembro - Adrien-Marie Legendre, matemático francês (m. 1833)
- 22 de Setembro - Teresa de Santo Agostinho, beata carmelita francesa (m. 1794)
- 29 de Novembro - Jemima Wilkinson, religiosa norte-americana (m. 1819)
- 30 de novembro – André da Silva Gomes, compositor luso–brasileiro (m. 1844).

## Por tema
- 1752 na ciência
- 1752 na literatura